# Olszyny (Mszalnica)
Olszyny – część wsi Mszalnica w Polsce, położona w województwie małopolskim, w powiecie nowosądeckim, w gminie Kamionka Wielka.
W latach 1975–1998 Olszyny administracyjnie należały do województwa nowosądeckiego.